# Ampelografske upodobitve Vinzenza in Conrada Kreuzerja
Ampelografske upodobitve Vinzenza in Conrada Kreuzerja so zbrane v zbirki 126 upodobitev različnih sort vinske trte na Štajerskem v 19. stoletju. Zbirka je nastala pred pojavom trtne uši in zato vsebuje mnoge dandanes izgubljene sorte.

## Nastanek zbirke
Natančnih podatkov o nastajanju zbirke ni, vemo pa da je zbirka nastajala okoli dvajset let in je na začetku vsebovala 175, ali celo 185 upodobitev. Kmetijska družba za Štajersko je zbirko upodobitev podarila deželni sadjarsko-vinarski šoli v Mariboru ob njeni ustanovitvi, leta 1872, prvič pa je bila omenjena v letnem poročilu sadjarsko-vinarske šole leta 1882. Za njen nastanek moramo pripisati veliko zaslugo nadvojvodi Janezu, ki je na Štajerskem uvedel mnoge nove sorte in veliko prispeval k razvoju vinogradništva. Upodobitve so narisane v tehniki gvaš. Brata Kreuzer sta bila oba bila izučena umetnika graške umetnostne akademije. Vinzenz (1809-1888) in Conrad (1810-1861) Kreuzer sta kot umetnika bidermajerja slikala večinoma vedute, tihožitja in pokrajine okoli Gradca. Pri njunih upodobitvah v tej zbirki je šlo predvsem za dokumentarnost. Pri takšnih upodobitvah avtorji po navadi ostanejo anonimni, kar se je zgodilo tudi z bratoma Kreuzer. Ob slikah so tudi natančni opisi vrst, ki jih je napisal ampelograf Franz Trummer. Trummer je med letoma 1835 in 1839 potoval po Štajerski in drugih slovenskih deželah ter popisal prav vse najdene sorte. Možno je da sta Kreuzerja potovala z njim in si delala osnutke za nadaljnje delo. Njegova obsežna ampelografija iz leta 1841 je bila osnova za nastanek zbirke.

## Hranjenje zbirke
Zbirka je bila od 1872 dalje hranjena v knjižnici vinarske šole v Mariboru. Uporabljena je bila v mnogih vinarskih in ampelografskih delih in prav zaradi te nenehne rabe upodobitev, se jih je toliko izgubilo: kar 53 (43) izvirnikov. Še leta 1923 je bilo navedeno da zbirka vsebuje 132 upodobitev, do leta 1980 pa je bilo izgubljenih še šest izvirnikov. Te upodobitve z opisi imajo danes zelo veliko zgodovinsko vrednost, saj večine teh sort ni več, predvsem zaradi pojava trtne uši po 1880, ki je pomenila skorajda popolno uničenje vinogradov na Štajerskem. Takšnih zbirk je dandanes na svetu zelo malo in je tako tudi posebna rariteta.

## Ponovno odkritje
Zbirka je dolga leta ležala skoraj pozabljena in razpadajoča v knjižnici vinarske šole Maribor, vse do leta 1997, ko je kmetijsko-gozdarski zavod Maribor pridobil evropsko finančno podporo za tiskanje knjige s predstavitvijo vseh upodobitev sort vinske trte in jih je začel Primož Premzl sistematično popisovati. Takrat je evidentiral 125 slik z opisi. Leta 1999 je bil najden še en izvirnik na Ptuju in leta 2001 je Premzl izdal Zbirko ampelografskih upodobitev Vinzenza in Conrada Kreuzerja.